# Барлово (Западнодвинский район)
Барлово — деревня в Западнодвинском районе Тверской области. Входит в состав Западнодвинского сельского поселения.

## География
Деревня расположена в северо-восточной части района, через Баево проходит автомобильная дорога 28К-0295 Западная Двина — Жарковский. Расстояние до окраины Западной Двины составляет 2,5 км, центра города — более 6,5 км. Ближайший населённый пункт — деревня Баево.

## История
На топографической карте Фёдора Шуберта 1867—1901 годов обозначена деревня Барлова. Имела 13 дворов. 
На карте РККА 1923—1941 годов обозначена деревня Барлова. Имела 27 дворов. 
До 2005 года деревня входила в состав упразднённого в настоящее время Баевского сельского округа.

## Население
| 2010 |
| ---- |
| 42   |

В 2002 году население деревни составляло 53 человека.
Национальный состав
Согласно результатам переписи 2002 года, в национальной структуре населения русские составляли 96 % от жителей.